# Ventilátor

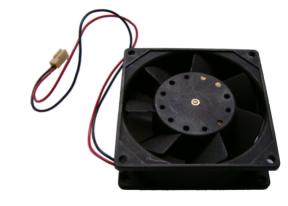
Malý axiální ventilátor pro ochlazování elektronických součástek

Ventilátor je rotační stroj s lopatkovým kolem nebo vrtulí pro dopravu a stlačování plynů a par do tlaku 10 kPa. Pro vyšší tlaky se užívají kompresory.

## Princip
Ventilátor obsahuje motor, složený z rotoru a statoru. Na rotoru je osazen vlastní ventilátorový systém, který může být axiální, radiální, diagonální, diametrální nebo tangenciální.

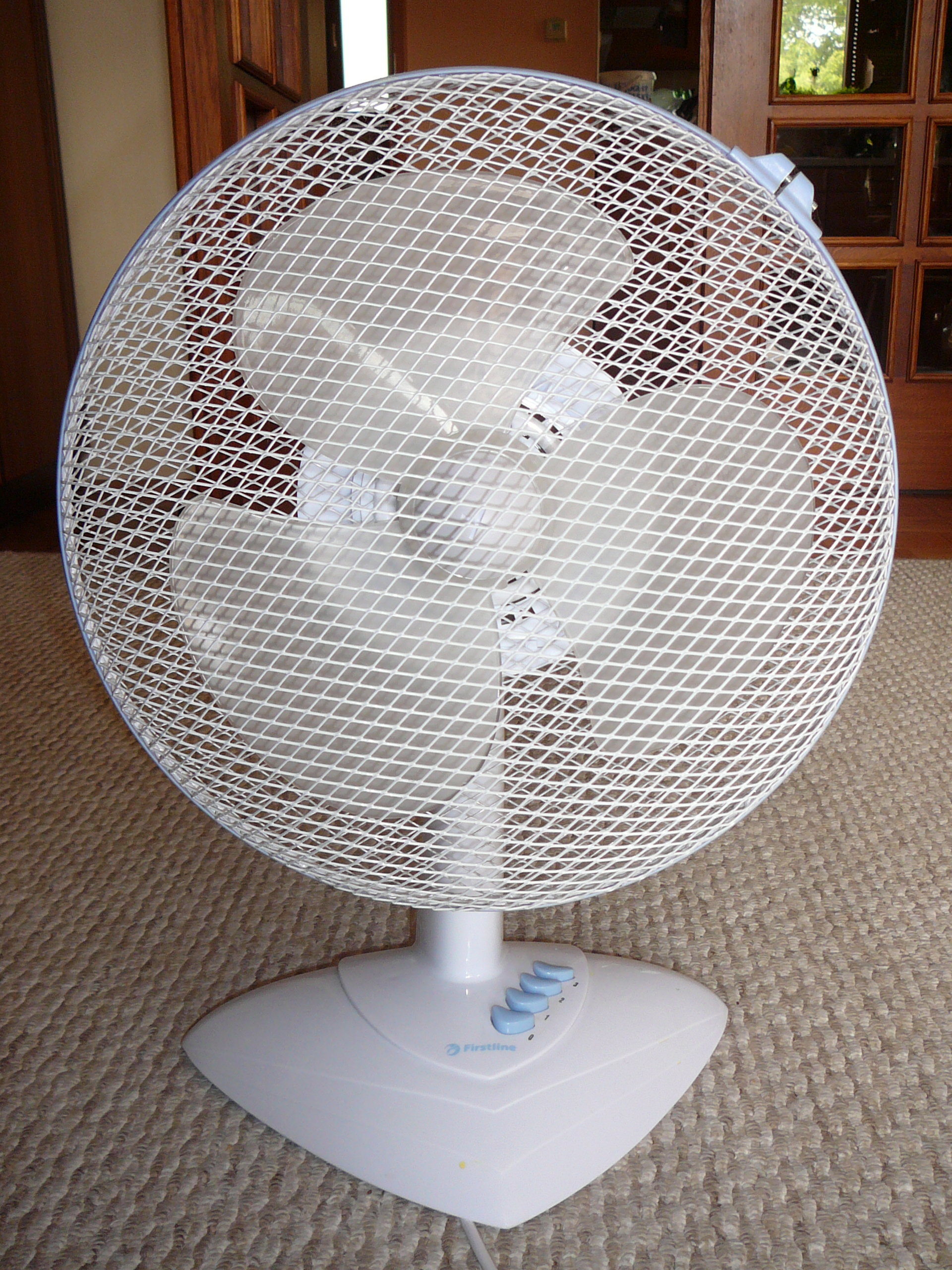
Pokojový axiální ventilátor

### Axiální systém
U axiálních ventilátorů proudí vzduch ve směru osy otáčení oběžného kola a používají se tam, kde je požadován velký průtok vzduchu bez vysokých nároků na dopravní tlak. Lze je rozdělit na rovnotlaké (vzdušnina získává pouze vyšší rychlost) a přetlakové (statický tlak za oběžným kolem je vyšší než před kolem). Mezi rovnotlaké axiální ventilátory patří jak běžné pokojové ventilátory, tak i podstropní ventilátory ("vrtule"), které zajišťují pouze pohyb vzduchu v místnosti.

### Radiální systém
má oběžné kolo, sací a výtlačná hrdla a spirální skříň, zajišťující přeměnu kinetické energie vzdušniny, udělené jí lopatkami oběžného kola na energii tlakovou. Podle tvaru lopatek oběžného kola se radiální ventilátory dělí na ventilátory s dopředně zahnutými lopatkami, zpět zahnutými lopatkami a radiálně zakončenými lopatkami. Systém s dopředu zahnutými lopatkami je levnější, dosahuje hodnot účinnosti 55 až 65 % a je výrobně jednodušší. Kolo mívá 40 – 50 lopatek a konstantní šířku. Jde o základní typ nenáročných ventilátorů pro vzduchotechniku. Ventilátory s dozadu zahnutými lopatkam jsou účinnější (80 – 85 %) a vyrábějí se s menším počtem lopatek (8 – 15).

Diagonální ventilátor

### Diagonální systém
představuje přechod mezi radiálním a axiálním systémem, používá se též název odstředivý ventilátor. Vzduch proudí do ventilátoru v axiálním směru, tedy ve směru osy rotace oběžného kola, avšak výtlak z ventilátoru je pod úhlem menším než 90°. Podobné systémy se užívají v automobilovém průmyslu, neboť poskytují vhodné zástavbové poměry.

### Diametrální systém
nasává vzduch na vnějším obvodu oběžného kola v sacím hrdle. Vzduch prochází příčně oběžným kolem a opět vystupuje na vnějším obvodu, odkud je dále vyfukován do výtlačného hrdla. Po obvodě oběžného kola jsou rozmístěny dopředu zahnuté lopatky. Systém umožňuje sběr vzdušniny z širokého vstupního hrdla a má vysokou produktivitu. Bývá osazován do vysokovýkonných klimatizací a systémů vzduchotechniky.

### Tangenciální ventilátor

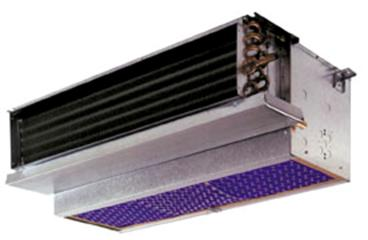
Fan-coil

Vzhledově se podobá mnohonásobně prodlouženému radiálnímu ventilátoru, ale funkční princip je odlišný. V tangenciálním ventilátoru prochází vzduch lopatkami oběžného kola dvakrát: dovnitř a ven. Vzduch je plošně (asi polovinou plochy povrchu oběžného kola) tangenciálně k ose otáčení nasáván. Následně se směr jeho proudění otáčí o 90 st. Proud vzduchu je odváděn z ventilátoru úzkou štěrbinou v plášti. Výstupní štěrbina je dlouhá na celou šířku oběžného kola. Poháněcí motor je zde vždy umístěn mimo proud vzduchu. Tenký a široký proud vzduchu se s výhodou využívá tam, kde je třeba ofukovat plochý nebo tenký zdroj tepla. Typicky blok cihel v akumulačních kamnech, topnou tyč v elektrickém konvektoru nebo trubkový výměník ve fan-coilu.

## Charakteristiky ventilátoru
Ventilátory jsou charakterizovány:
- objemovým průtokem vzduchu V,
- celkovým dopravním tlakem Δp,
- výkonem a příkonem a konečně
- ohřátím vzduchu ve ventilátoru Δt.

Dynamické vlastnosti ventilátoru určuje tlaková, příkonová a účinnostní charakteristika, ukazující závislost daného parametru na objemovém průtoku vzdušniny.

## Využití
- Ochlazování (např. chlazení počítačů)
- Přečerpávání plynů
- Elektrické topení (Fan-coil)
- Větrání (například důlní odvětrávání, průmyslové větrání)
- Odvod spalin